# Jakob II. (Schottland)

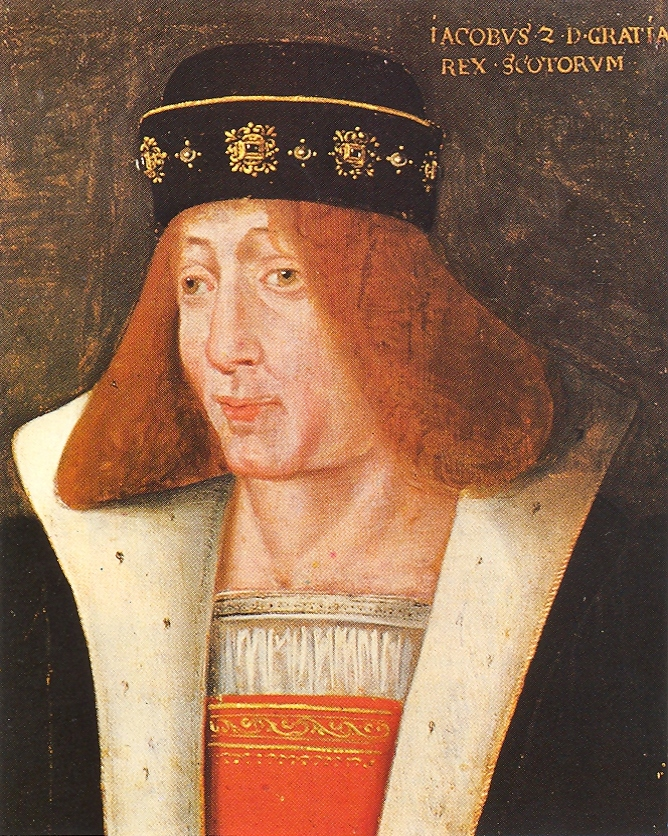
König Jakob II.

Jakob II. (englisch James II, auch James of the Fiery Face; * 16. Oktober 1430 im Holyrood Palace; † 3. August 1460 in Roxburgh) war König von Schottland von 1437 bis zu seinem Tod. Er wurde als zweiter Sohn von Jakob I. und dessen Ehefrau Joan Beaufort geboren. Er hatte einen älteren Zwillingsbruder (Alexander Stewart, Duke of Rothesay), der nach kurzer Zeit starb.

## Regentschaft und Kampf um die Herrschaft
Jakob II. war erst siebenjährig, als er 1437 zum schottischen König gekrönt wurde. Die Regierungsgewalt wurde während fast seiner gesamten Herrschaft von anderen ausgeübt. Sein Vater Jakob I. war in Perth von einer Gruppe Adliger, angeführt von Walter Stewart, 1. Earl of Atholl, ermordet worden. Der Plan, die Macht an sich zu reißen, scheiterte jedoch. Stewart und seine Verbündeten wurden vom 4. Clan Chief, Robert de Atholia, und seinem Clan gefasst und hingerichtet. Verschiedene Regenten übernahmen daraufhin die Amtsgeschäfte.
Um die Macht der Familie Douglas zu brechen (was jedoch nur vorübergehend gelang), wurden im Jahr 1440 der 6. Earl of Douglas sowie dessen Bruder, der noch ein Kind war, in Edinburgh Castle entgegen dem Gastrecht hingerichtet. Eine Geschichte besagt, dass beiden ein schwarzer Bullenkopf serviert wurde, was als Zeichen des nahen Todes angesehen wurde (Black Dinner).

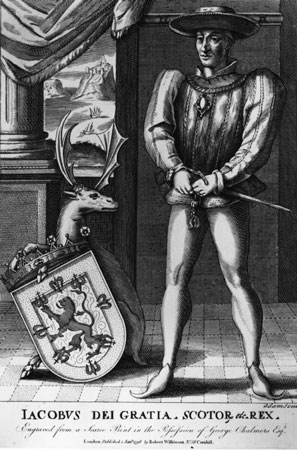
Jakob II. (Schottland)

1449 erreichte Jakob II. die Volljährigkeit, doch erst ab 1451 begann er sich innenpolitisch durchzusetzen. Am 22. Februar 1452 ermordete er persönlich auf Stirling Castle William Douglas, 8. Earl of Douglas. Der Mord führte zu einem bürgerkriegsähnlichen Zustand, der bis 1455 anhielt. Jakob versuchte, die Douglas-Ländereien in seinen Besitz zu nehmen, musste dabei aber wiederholt Rückschläge hinnehmen. Verschiedene Feldzüge endeten unentschieden. Doch dann konnte Jakob die Unterstützung anderer Adliger gewinnen und das Blatt begann sich zu wenden. Im Mai 1455 wurde der Clan Douglas bei Arkinholm endgültig besiegt.

## Uneingeschränkte Herrschaft
Während der darauf folgenden Monate wurden die weitläufigen Ländereien des Clans Douglas und anderer Adliger vom schottischen Parlament im Namen der Krone enteignet. Der 9. Earl of Douglas floh nach England ins Exil. Jakob konnte endlich nach seinem eigenen Willen herrschen.
Ab 1455 erwies sich Jakob II. als aktiver und interventionistischer König. Versuche, die Orkneys, Shetland und Isle of Man unter schottische Herrschaft zu zwingen, waren nicht erfolgreich. Schottlands Hauptfeind England war während dieser Zeit durch die Rosenkriege geschwächt, sodass sich die schottische Wirtschaft während dieser „Atempause“ erholen konnte.
1460 ließ er Roxburgh Castle, die letzte nach den Schottischen Unabhängigkeitskriegen von England gehaltene Burg, belagern. Er starb am 3. August, als ein Belagerungsgeschütz in seiner Nähe explodierte.

## Familie
Am 3. Juli 1449 heiratete er Maria von Geldern (1433–1463), mit der er folgende Kinder hatte:
- namenloser Sohn (* und † 19. Mai 1450)
- Jakob III. (* 10. Juli 1451;[1] † 11. Juni 1488), seit 1460 König von Schottland
- Mary (* um 1451/52; † Mai 1488), ⚭ (1) 1467 Thomas Boyd, 1. Earl of Arran, ⚭ (2) 1474 James Hamilton, 1. Lord Hamilton
- Alexander (* um 1454; † 7. August 1485), seit 1458 Duke of Albany
- David (* um 1455; † vor dem 18. Juli 1457), seit 1456 Earl of Moray
- John (* um 1456/57; † vermutlich 9. Juli 1479), seit 1458/59 Earl of Mar und Garioch
- Margaret (* um 1459/60), ⚭ William Crichton, 3. Lord Crichton